# Agenzia delle dogane e dei monopoli
L'Agenzia delle dogane e dei monopoli (in sigla ADM), per un periodo chiamata Agenzia delle accise, dogane e monopoli, è una delle tre agenzie fiscali italiane (le altre sono l'Agenzia del demanio e l'Agenzia delle entrate) che svolgono attività tecnico-operative che prima del 2001 spettavano al Ministero delle finanze. In particolare, l'ADM svolge attività di regolamentazione, riscossione e vigilanza nei settori delle dogane, delle accise e dei monopoli di Stato relativi a energie, alcol, tabacchi e gioco d'azzardo. L'attività di ADM è sottoposta al controllo del Ministero dell'economia e delle finanze e della Corte dei conti. Il direttore generale in carica è Roberto Alesse, nominato nel 2023.

## Storia
Sotto il profilo storico e giuridico, l'Agenzia delle dogane e dei monopoli discende dall'Amministrazione gabellaria costituita per iniziativa del ministro delle finanze Pietro Bastogi; tale amministrazione era a sua volta subentrata, con la proclamazione del Regno d'Italia del 17 marzo 1861, nell'operatività della Direzione generale delle gabelle del Ministero delle finanze del Regno di Sardegna, istituita nel 1853. Dalla Direzione delle gabelle del Ministero delle finanze dipendevano i servizi delle dogane, delle manifatture dei tabacchi, delle saline, dei dazi di consumo, delle imposte di produzione e il Corpo della guardia doganale, cui era attribuita la vigilanza doganale.
Con il regio decreto del 7 giugno 1886 vennero istituiti i Laboratori chimici della gabella, con sede in Roma, posti sotto le dipendenze della Direzione generale delle gabelle.
Nel 1893 il ministro Lazzaro Gagliardo riorganizzò nuovamente l'Amministrazione gabellaria, dando vita a due diverse Direzioni generali, incaricate rispettivamente di sovrintendere alla dogana, ai dazi di consumo e alle tasse di fabbricazione (Direzione gabelle) e ai servizi dei sali, dei tabacchi e del gioco del lotto (Direzione privative).
Terminata la prima guerra mondiale, venne definita, con decreto luogotenenziale n. 235/1918, un'ulteriore articolazione organizzativa tramite l'istituzione, in luogo della Direzione generale delle gabelle, delle Direzioni generali "dogane" e "imposte indirette", la seconda delle quali divisa nelle tre branche "dogane", "imposte di fabbricazione" e "dazi di consumo".
Per iniziativa del ministro Giuseppe Volpi, con regio decreto dell'8 dicembre 1927, n. 2258, si diede avvio alla nascita della speciale Amministrazione dei monopoli di Stato, che doveva esercitare "i servizi di monopolio di produzione, importazione e vendita dei sali e tabacchi e produzione e vendita del chinino di Stato".
La legge n. 59 del 15 marzo 1997, e il successivo decreto legislativo n. 300 del 30 luglio 1999, attribuirono all'Amministrazione doganale e delle accise una nuova identità giuridica e organizzativa. Dal 1º gennaio 2001 fu dunque data attivazione all'Agenzia delle dogane, ente pubblico dotato di personalità giuridica, con ampia autonomia anche patrimoniale, organizzativa e contabile, cui furono trasferiti i rapporti giuridici, i poteri e le competenze appartenuti al Dipartimento delle dogane e imposte indirette del Ministero delle finanze.
La legge n. 135 ha previsto, a decorrere dal 1º dicembre 2012, l'incorporazione dell'Amministrazione autonoma dei monopoli di Stato (AAMS) nell'Agenzia delle dogane, che ha pertanto assunto la denominazione di "Agenzia delle dogane e dei monopoli". In tal modo l'Agenzia tornò ad avere le piene competenze originarie su accise, dogane e monopoli dell'Amministrazione gabellaria del 1861.
Nel 2015 l'Agenzia venne condannata dalla sentenza n. 37 della Corte costituzionale, che dichiarò illegittima la proroga del conferimento di incarichi dirigenziali nelle agenzie fiscali senza passare prima per un concorso pubblico. Il 25 marzo 2015, giorno di pubblicazione della sentenza in Gazzetta Ufficiale, circa 400 "incaricati" dell'Agenzia delle dogane decaddero, tornando a essere semplici funzionari.
Nel 2020 il decreto-legge n. 104 (convertito con legge n. 126/2020), all'articolo 103, comma 4, ha previsto che, ogniqualvolta si faccia richiamo alle diverse denominazioni del passato per individuare enti pubblici aventi funzioni, compiti e attribuzioni poi confluiti negli ambiti di competenza dell'Agenzia delle dogane e dei monopoli, è a questa che debba farsi esclusivo riferimento.

## Descrizione
L'Agenzia delle dogane e dei monopoli è un ente pubblico non economico dotato di personalità giuridica e ampia autonomia regolamentare, amministrativa, patrimoniale, organizzativa, contabile e finanziaria, dipendente politicamente dal Ministero dell'economia e delle finanze. I rapporti tra Agenzia e Ministero sono regolati con strumenti di tipo contrattuale, quale è la convenzione triennale che, oltre a definire le relazioni formali, contribuisce a orientare le performance attraverso l'individuazione di obiettivi di gestione, indicatori e target attesi. Nel 2018 e nuovamente nel 2021 il Ministero ha approvato il nuovo statuto, che prevede un riassetto delle risorse umane e una semplificazione amministrativa dell'Agenzia.

### Competenze
L'Agenzia gestisce il sistema doganale italiano; amministra le accise; regola il comparto del gioco pubblico in Italia, verificando costantemente gli adempimenti cui sono tenuti i concessionari e tutti gli operatori del comparto del gioco ed esercitando una mirata azione di contrasto al gioco praticato illegalmente; svolge attività di controllo sulla produzione, distribuzione e vendita dei tabacchi lavorati e assicura il regolare afflusso delle imposte che gravano sui tabacchi e si occupa dei controlli sulle merci sia in ambito tributario, sia extra-tributario. I suoi dipendenti nell'esercizio delle proprie funzioni e nei limiti del servizio cui sono destinati, limitatamente alle materie di cui sono competenti, ricoprono la qualifica di ufficiali o agenti di polizia giudiziaria e tributaria.
Le specifiche funzioni esercitate sono:
- Gestione dei servizi per il settore "dogane": garantisce l'applicazione del Codice doganale dell'Unione europea e di tutte le misure connesse agli scambi internazionali.
- Amministrazione delle accise per il settore "energie e alcoli": assicura l'accertamento, la riscossione delle accise e la gestione del contenzioso.
- Regolazione e controllo del settore "giochi" in Italia: verifica gli adempimenti a cui sono tenuti i concessionari e gli operatori del settore ed esercita un'azione di contrasto al gioco illegale.
- Gestione nel settore dei "tabacchi" delle procedure di riscossione delle accise: gestisce la tariffa di vendita al pubblico e l'articolazione delle rivendite dei prodotti da fumo; vigila sulla conformità dei tabacchi lavorati rispetto alla normativa nazionale e comunitaria.
- Attività di vigilanza e controllo nei settori di competenza: esegue attività di vigilanza e controllo in collaborazione con altre autorità e organismi nazionali, locali, dell'Unione europea e internazionali. L'Agenzia delle dogane e dei monopoli è l'unica autorità doganale italiana riconosciuta a livello sia eurounionale sia internazionale. All'interno degli spazi doganali essa si avvale della collaborazione della Guardia di Finanza, che svolge in particolare i servizi antidroga e i controlli valutari antiriciclaggio.[8]

### Pubblicazioni
L'ADM cura l'edizione annuale del "Libro Blu", una relazione con la quale l'Agenzia rende conto dell'attività svolta e illustra le proprie linee prospettiche. Generalmente edita ad aprile, la pubblicazione è complementare alle ricerche dell'Osservatorio sul gioco d'azzardo, che, in sede di conversione del decreto Balduzzi, è stato incardinato alle dipendenze del Ministero della salute.

## Organizzazione
A livello organizzativo, l'Agenzia è costituita da una direzione generale, nove direzioni centrali e tredici direzioni territoriali. Le direzioni centrali si dividono in direzioni centrali di Affari Generali (Dogane, Giochi, Accise), direzione centrale Antifrode e direzioni centrali di Supporto (Amministrazione e finanza, Internal audit, Personale, Legale e contenzioso, Organizzazione e trasformazione digitale), a cui si aggiunge il Servizio Autonomo Interventi nel Settore Agricolo (SAISA). Le direzioni territoriali sono invece responsabili per diversi uffici delle dogane, per un ufficio dei monopoli a regione e per alcuni laboratori chimici e sono le seguenti:
- DT I - Lombardia
- DT Liguria
- DT Piemonte e Valle d'Aosta
- DT III - Veneto e Friuli-Venezia Giulia
- DT IV - Lazio e Abruzzo
- DT V - Toscana e Umbria
- DT VI - Emilia-Romagna e Marche
- DT VII - Sicilia
- DT VIII - Puglia, Molise e Basilicata
- DT IX - Campania
- DT X - Calabria
- DT XI - Sardegna
- DT XII - Bolzano e Trento

### Direttori generali
Di seguito l'elenco dei direttori generali dell'ente dal 1853, anno di istituzione della Direzione generale delle gabelle del Regno di Sardegna:
- Camillo Bongioanni di Castelborgo (1853-1859)
- Angelo Conte (1859-1862)
- Giovanni Cappellari della Colomba (1862-1867)
- Andrea Calenda di Tavani (1867)
- Luigi Bennati di  Baylon (1867-1881)
- Vittorio Ellena (1881-1885)
- Giuseppe Castorina (1885-1893)
- Gioacchino Busca (1893-1908)
- Giovanni Varvelli (1908-1912)
- Lodovico Luciolli (1912-1923)
- Pasquale Troise (1923-1931)
- Silvio Mathis (1931-1933)
- Ivo Bagli (1933-1943)
- Mariano Alinei (1943-1945)
- Dante Crudele (1945-1947)
- Alberto Balbi (1947-1950)
- Ettore Spallazzi (1950-1955)
- Franco Gioia (1955-1960)
- Ugo Calderoni (1960-1963)
- Bruno Tenti (1963-1964)
- Alvaro Perfetti (1964-1966)
- Guido Tomasone (1966-1977)
- Ernesto Del Gizzo (1977-1981)
- Giovanbattista Cantiello (1981-1990)
- Michele Del Giudice (1990-1992)
- Carmelo Sapienza (1992-1996)
- Michele Del Giudice (1996-2000)
- Mario Andrea Guaiana (2000-2008)
- Giuseppe Peleggi (2008–2017)
- Giovanni Kessler (2017–2018)[13]
- Benedetto Mineo (2018–2020)
- Marcello Minenna (2020-2023)
- Roberto Alesse (2023-in carica)